# 褚官河
褚官河，山东省河流，潮河支流。

## 流域
褚官河，全长31.7千米，由潮河入渤海。